# Cotonvirus japonicum
Cotonvirus japonicum ist eine von Haruna Takahashi et al. 2021 (als Cotonvirus japonicus) vorgeschlagene und im April 2023 vom International Committee on Taxonomy of Viruses (ICTV) in der Familie Mimiviridae bestätigte Spezies von Riesenviren, die einzige in der Gattung Cotonvirus (Stand 8. Mai 2023). Nach Aylward et al. (2021) ist Cotonvirus eine Schwestergattung von Mimivirus und mit den Viren dieser Gattung näher verwandt als die Viren dieser beiden Gattungen einerseits mit den Gattungen Moumouvirus oder Megavirus andererseits. Die Gattungen Moumouvirus, Megavirus, Tupanvirus und Mimivirus – und damit auch Cotonvirus bilden innerhalb der Mimiviridae eine Klade mit der provisorischen Bezeichnung Mimiviridae Gruppe I (Mimiviren im weiteren Sinn).
Der Referenzstamm der Spezies wird weiter entsprechend den Erstautoren als Cotonvirus japonicus bezeichnet.

## Habitat und Isolation
Der Referenzstamm Cotonvirus japonicus wurde von Takahashi et al. aus einer Wasserprobe aus einem Kanal in der Stadt Futtsu in der Präfektur Chiba, Japan, isoliert.
Die Proben aus dem Kanal wurden in Co-Kultivierung mit Acanthamoeba castellanii gehalten, wobei ein cyotpathischer (die Amöbenzellen krank machender) Effekt beobachtet wurde. Nach Isolation konnten drei neue Viren beobachtet werden:
Außer dem neuen, Cotonvirus japonicus benannten noch ein nicht identifiziertes Virus der Linie A (Gattung Mimivirus) und ein Virus der Linie C (Gattung Megavirus: Megavirus musashi).

## Beschreibung
Cotonvirus japonicus nutzt den Golgi-Apparat (genauer Golgi-Apparat-ähnliche Vesikel) der Wirtszellen für seine Virusfabrik (auch Virionenfabrik, VF), nicht das benachbarte ER.
Die Genomanalysen zeigten, dass das Virus phylogenetisch mit der Gattung Mimivirus ikosaedrischer Viren und der Gattung Tupanvirus „geschwänzter“ Viren verwandt ist und daher zur Familie Mimiviridae gehört, und innerhalb dieser zur Gruppe I (von den Erstautoren als Unterfamilie „Megavirinae“ bezeichnet, entspricht der heutigen Unterfamilie Megamimivirinae inkl. Gattung Mimivirus).

### Morphologie

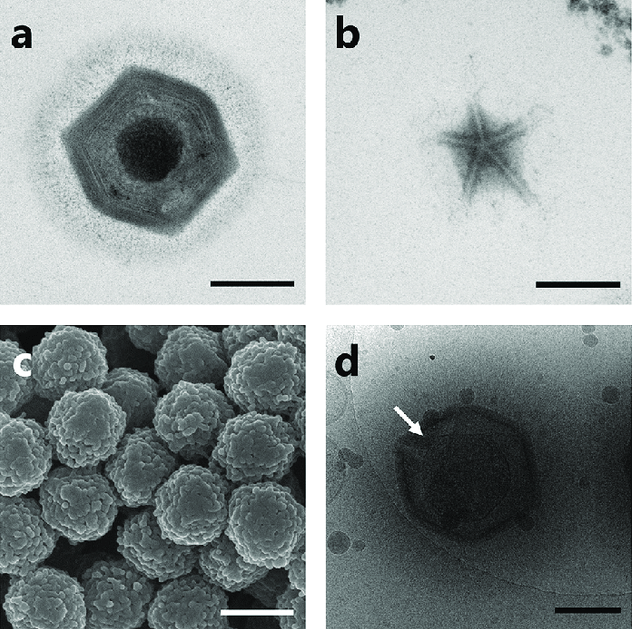
a: TEM-Bild eines C. japonicum Virions, b: von seinem Stargate, c: REM-Bild von Virionen, d: Kryo-EM-Bild mit offenem Stargate (Pfeil).

Die Transmissionselektronenmikroskopie (TEM) und die Kryoelektronenmikroskopie (Kryo-EM) zeigten, dass die Viruspartikel (Virionen) von Cotonvirus japonicus anderen Virionen der Mimiviridae-Linien A, B und C morphologisch sehr ähnlich sind.
Die Partikel von Cotonvirus japonicus wiesen ein ikosaedrisches Kapsid (mit ca. 400 nm Durchmesser), Oberflächenfibrillen („Haare“, ca. 100 nm) und eine Stargate-Struktur auf, die an einem einzigen Scheitelpunkt (Vertex) des Virions zur Freisetzung des Genoms in die Wirtszelle dient, ähnlich wie bei anderen Mimiviridae.

### Proteom
In einem proteomischen Stammbaum ist dieses neue NCLDV phylogenetisch an der Wurzel von drei Linien A, B und C der Mimiviridae-Gruppe I (Mimivirus, Moumouvirus respektive Megavirus) angesiedelt (basal).

### Genom

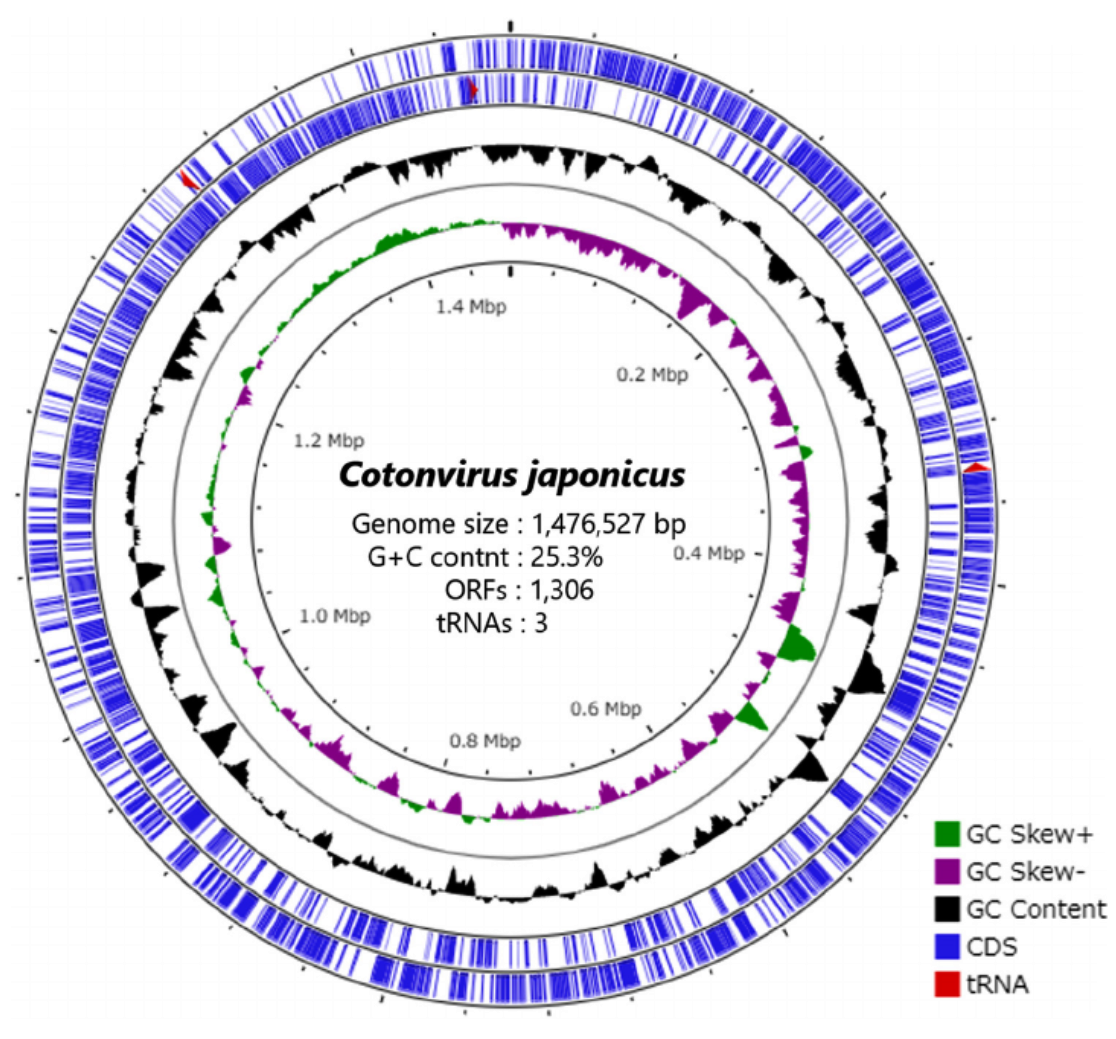
Genom von Cotonvirus japonicus

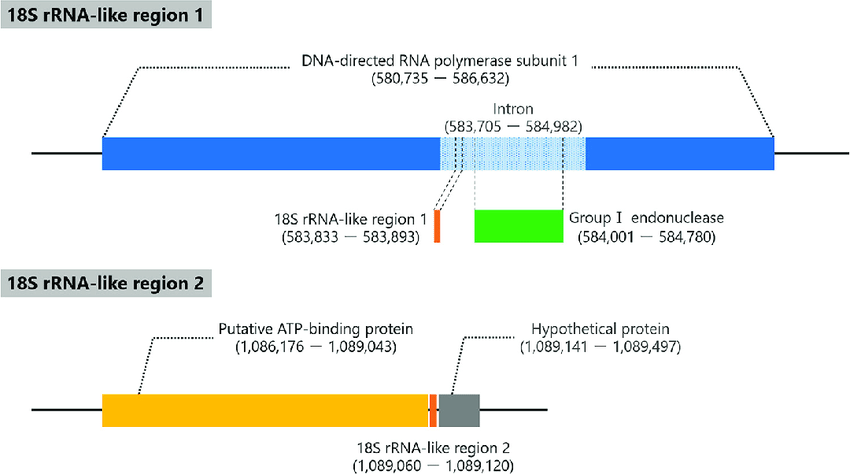
Die 18S-rRNA-ähnlichen Sequenzen von Votonvirus japonicus

Cotonvirus japonicus enthält ein lineares doppelsträngiges DNA-Molekül (dsDNA) von 1,47 Mb (Megabasenpaaren) Länge, das zur Zeit des Auffindens größte unter den bekannten Viren in der Mimiviridae-Gruppe I, mit Ausnahme der Tupanviren. Von seinen 1.306 vorhergesagten offenen Leserahmen (Open Reading Frames, ORFs) waren 1.149 (88,0 %) homolog zu denen der Familie Mimiviridae. Mehrere  charakteristische Gene (englisch core gebes) der Nucleocytoviricota – herkömmlich  Nucleocytoplasmic large DNA viruses (NCLDVs) genannt, Aminoacyl-tRNA-Synthetase-Gene, sowie die Wirtsspezifität von Cotonvirus japonicus sind denen der Mimiviridae-Linien A, B und C (Gattungen Mimivirus. Moumouvirus, respektive Megavirus) ähnlich; Stamm A (Mimivirus) war jedoch dem Cotonvirus japonicus etwas näher als die anderen.
Mehrere genomische und phänotypische Merkmale von Cotonvirus japonicus (der Genomgröße, der Existenz zweier Kopien 18S-rRNA-ähnlicher Sequenzen und die Dauer des Infektionszyklus) ähneln eher denen der Tupanviren als denen der A-, B- oder C-Linien, während die Wirtsspezifität von Cotonvirus japonicus den Mitgliedern dieser drei Linien ähnlicher ist als den Tupanviren.
Nach diesen Ergebnissen scheint Cotonvirus japonicus in einzigartiger chimärer Weise Merkmale bestehender Viren der Mimiviridae-Gruppe I zu vereinen, was die Beschreibung als neue Virengattung rechtfertigt. Diese Eigenschaften der Cotonviren bieten zudem neue Einblicke in die Evolution der Mimiviridae-Gruppe I (Megamimivirinae inkl. Mimivirus) und ihrer Replikationsmechanismen.

## Wirtspezifität und Replikation

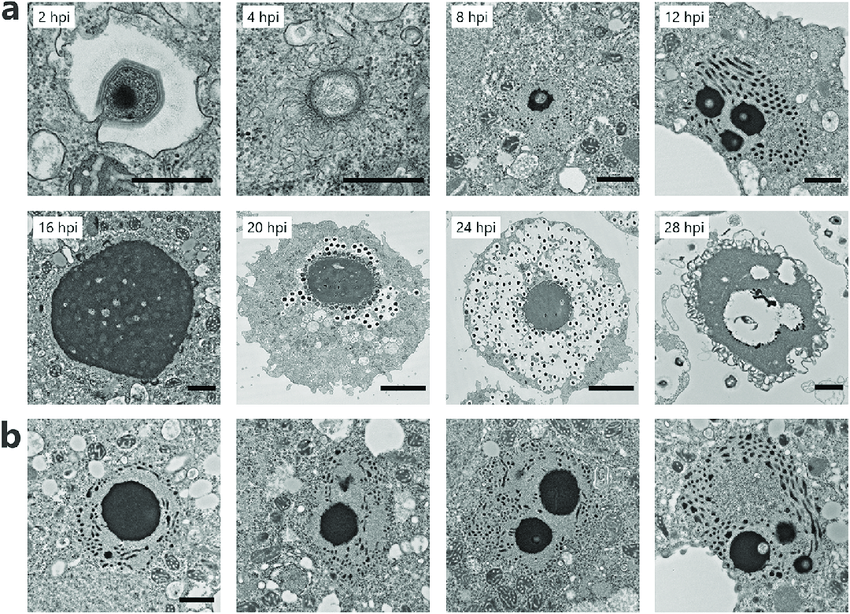
Bildung der Virionenfabrik (VF) von C. japonicum in Acanthamoeba castellanii.

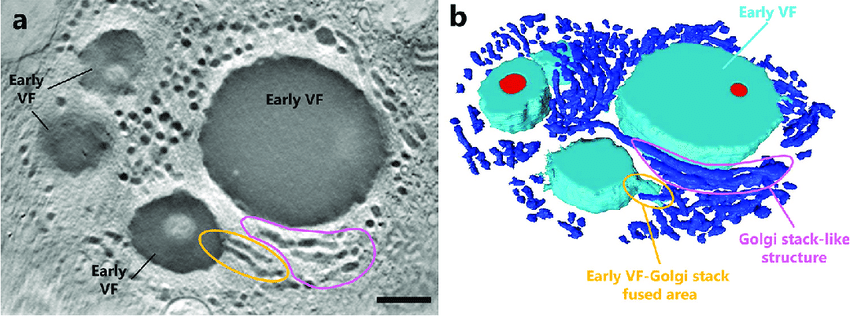
RTEM-Tomographie der Virionenfabriken (VFs) von C. japonicum in A. castellanii.

Ein die Zelle krank machender Effekt (cytophathischer Effekt, CPE) konnte nur bei Acanthamoeba castellanii beobachtet werden, nicht bei A. comandoni, A. culbertsoni oder Vermamoeba vermiformis.

## Phylogenie

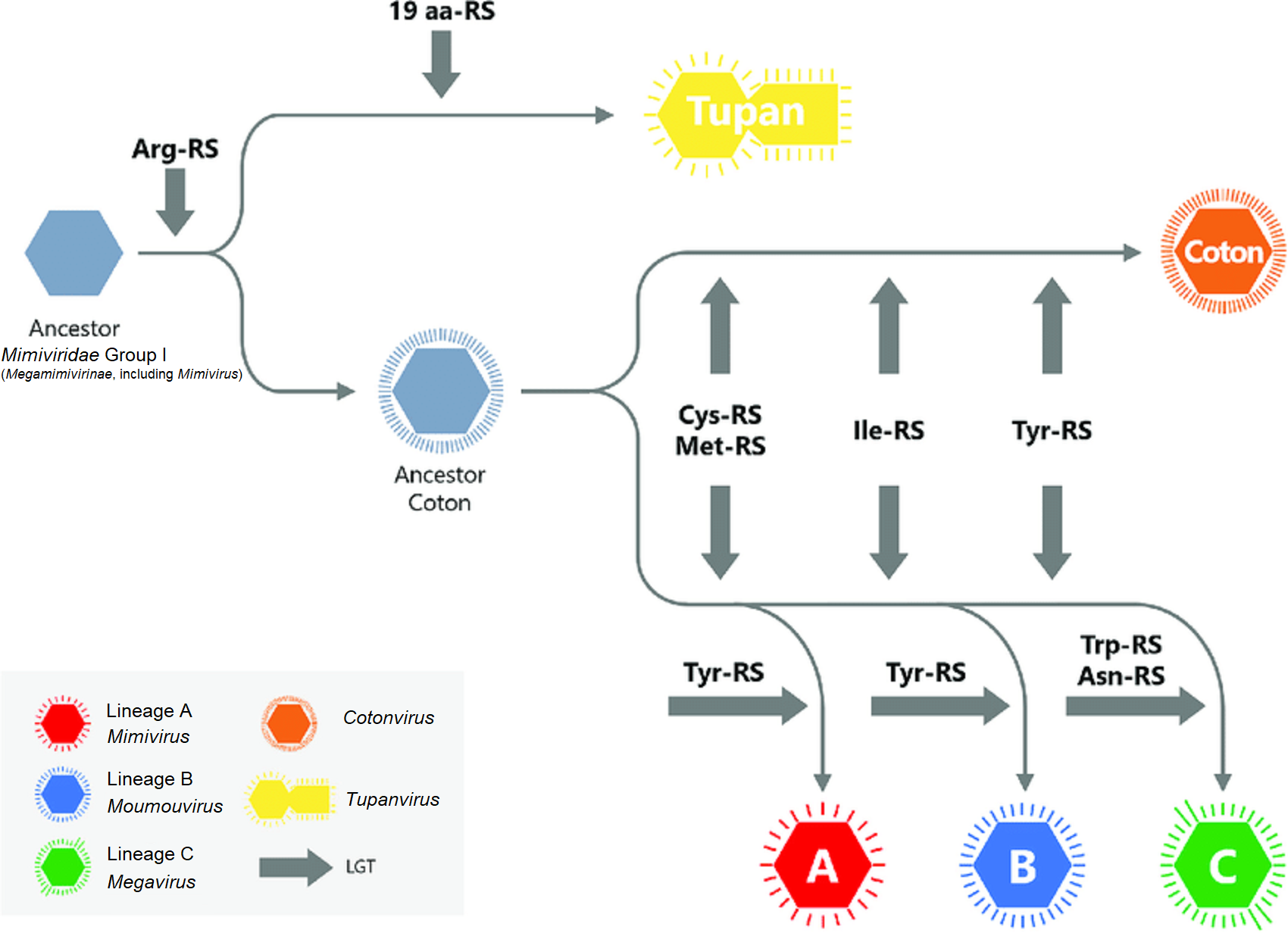
Mutmaßliches evolutionäres Modell der Mimiviridae Gruppe I (Unterfamilie Mesomimivirinae einschließlich Gattung Mimivirus).

## Mögliche Virophagen und Abwehrsystem MIMIVIRE
Takahashi et al. untersuchten 2021 auch, ob das Genom von Cotonvius japonicus Gensequenzen von Virophagen beinhaltet und ob es Hinweise auf ein Abwehrsystem wie das CRISPR-ähnliche MIMIVIRE gibt. Gefunden wurde lediglich an einer Stelle ein Zamilon-Sequenz, aber keine Hinweise auf Sputnik oder Guarani. Allerdings konnten die Autoren nicht ausschließen, dass es unbekannte MIMIVIRE-ähnliche Systeme bei der Spezies C. japonicum gibt.